# 로큐브!
《로큐브!》(ロウきゅーぶ! 로큐부[*], RO-KYU-BU!)는 일본의 작가 아오야마 사구가 쓰고 팅클이 삽화를 담당한 라이트 노벨이다. 전격 문고(아스키 미디어 웍스)2009년 2월부터 2015년 7월까지 간행되었다. 2015년 10월 시점에서 시리즈 누계 발행 부수는 243만 부를 돌파했다. 대한민국에서는 학산문화사의 익스트림 노벨로 발매되고 있다. 제15회 전격소설대상 은상 수상작이다. 《전격 G's Magazine》 2010년 10월호부터 2017년 3월호까지 만화화 작품이 연재되었다. '로큐브!(ロウきゅーぶ!)'라는 타이틀은 〈농구[籠球]〉(ろうきゅう 로큐[*])와〈휴부[休部]〉(きゅーぶ 큐부[*])에서 유래하였으며, 농구부(籠球部)라는 의미도 있다. 한국어 번역판에서도 그대로 타이틀로 쓰고 있다.
2011년 4월 드라마 CD가 발매되었고, 일본에서 같은 해 7월부터 9월까지 TV 애니메이션으로 방영되었다. 대한민국에서는 애니플러스가 2011년 7월 22일부터 일본어 녹음에 한글자막을 삽입하여 한일간 동시방영을 했다. 애니메이션 제 2기 '로큐브! SS'의 경우 2013년 6월부터 9월까지 일본에서 방영되었고, 이 작품 역시도 애니플러스에서 동시 방영했다.

## 스토리
나시바 고교에 입학한 하세가와 스바루는 남자 농구부에 입부하지만 농구부 부장의 로리콘 의혹으로 인해 농구부는 1년간 활동 정지 처분을 받았다. 자신이 할 일을 잃어버리고 실의에 빠진 나날을 보내던 스바루에게 초등학교 교사로 재직중인 이모가 학교의 여자 농구부를 맡아달라는 부탁을 하게 되었다. 부장의 로리콘 의혹도 있고 해서 그 제안을 처음에는 거절했지만 일주일만이라도 좋으니 맡아 달라는 이모의 부탁으로 결국 초등학교 여자 농구부를 맡게 되었다.

## 등장인물
※ 성우는 드라마 CD, 애니메이션 공통.

### 주인공
하세가와 스바루(長谷川 昴)
성우 - 카지 유우키
생일: 10월 11일. 신장: 172cm. 혈액형: A
클래스: 나시바 고교 1학년 10반. 좋아하는 음식은 오믈렛과 모(某) 라면.
포지션: 포인트가드(PG)
본 작품의 주인공. 나시바 고교 1학년 10반. 농구를 플레이하는 것은 물론, 관전하거나 가르치는 것도 좋아한다. 동안인데다 중성적인 외모라서, 여자 농구부가 스바루와 처음 대면했을 때 미호시와 비슷하게 생겼다고 생각했다. 집의 정원에도 농구 골대가 설치되어 있다. 중학생 시절에는 1회전에서도 패배할 정도로 단골 약체였던 키리하라 중학교 농구부를 3년 사이에 현(縣) 준우승 수준까지 끌어올렸다.
그런 활약상 때문에 이토다 고교에서 스카우트 제안이 오기도 했으나 거절하고 나시바 고교로 진학했다. 그러나 나시바 고교 남자 농구부 부장인 3학년 미즈사키가 문제를 일으키는 바람에 남자 농구부는 1년간 활동 정지를 당했다. 그 일로 인해 농구에 흥미를 잃고 완전히 무기력해졌을 때, 이모(미호시)의 부탁으로 사립 케이신 학원 초등학생 여자 농구부 코치를 맡게 되었다. 처음에는 1주일만 임시로 맡는 것으로 코치 제안을 받아들였지만, 여자 농구부 부원들의 사정을 알게 된 스바루는 여자 농구부의 아이들이 있을 곳을 지켜주기 위해 열심히 지도하게 된다.
남자 농구부와의 시합 후에는 중학생 시절 친구와 함께 농구 동호회를 만들어서 동아리를 재건하고 있었지만, 토모카와 약속했던 〈자유투를 50개 연속으로 넣는 것을 성공하면 정식 코치가 된다.〉라는 조건을 토모카가 달성했기 때문에, 5월부터 정식으로 여자 농구부 코치로 취임하게 되었다. 마호에게는 「스바룽(すばるん)」이라고 불린다.

### 케이신 학원(慧心学園)
미나미 시 교외에 자리잡고 있는 사립 학원. 초등학교부터 대학교까지 에스컬레이터식으로 되어 있다. 미나미 시에 있는 건 초등부와 중등부 뿐이고, 고등부와 대학교는 각각 독립하여 시가지 쪽에 있다.

#### 여자 농구부
마호가 5학년 때 전학생인 토모카와 함께 친구들을 끌어들여서 설립된 부. 부원은 5명으로, 인원 수가 모자라서 공식전에는 나갈 수 없는 상태다. 활동은 매주 월, 수, 금요일. 원래는 연습도 제대로 하지 않으면서 놀기만 한다고 남자 농구부의 불만을 사게 되었을 무렵에 스바루가 코치를 맡게 되었다. 남자 농구부와의 시합이 끝나고 얼마 뒤 스바루가 코치에 복귀하게 되었고 그 때부터 본격적으로 부활동을 하게 되었다. 스바루의 헌신적인 지도와 부원들의 끊임없는 향상심을 기반으로 착실하게 실력을 키우고 있다. 공식 유니폼이 없기 때문에 시합 때는 체육복을 착용하고 있다.
미나토 토모카(湊 智花)
성우 - 하나자와 카나
생일: 9월 9일. 신장: 142cm. 혈액형: A
클래스: 케이신 학원 6학년 C반. 소속부: 원예부. 학업: 양호.
특기는 농구. 일본 무용과 다도를 약간 할 수 있다. 좋아하는 음식은 특별히 없고 뭐든지 잘 먹으나, 굳이 말하자면 고기를 좋아한다.
포지션: C(센터/1권) → PG(포인트가드/1~3권) → SG(슈팅가드/4권~)
케이신 학원 6학년 C반. 여자 농구부 중 유일하게 농구 경험자다. 평상시에는 예의 바르고 온화한 성격이지만, 코트 위에서는 마치 다른 사람처럼 변해서 끈기 있고 공격적인 플레이를 한다. 겉보기의 유려한 인상과는 정반대로 반사신경이나 동체시력 등 신체 조건이 매우 좋은 편이며, 스피드와 테크닉 면에서는 고교생에도 크게 뒤쳐지지 않을 정도로 초등학생으로서는 매우 뛰어난 실력의 소유자다. 특히 프리스로 라인에서 던지는 점프 슛은 매우 예쁘고 부드러운데, 그 장면은 스바루에게 깊이 각인되어 농구의 정열을 되찾는 계기가 되기도 한다.
농구에 대한 정열과 승부욕이 매우 강하며, 그 때문에 이전에 재학 중이던 학교에서는 이기는 것만을 생각하고 다른 부원들에게도 지나친 연습량을 강요하여 부에서 고립되었다. 그 때문에 도피하듯 케이신 학원의 편입 시험을 쳐서 전학오게 되었다. 농구부가 없는 이 학교에서는 더 이상 농구를 하지 않으려고 했지만 농구 외엔 그다지 관심사가 없는 토모카는 반의 누구와도 친해질 수 없었다. 그런 사정을 알고 있던 반의 담임인 미호시는 어느 날 체육 수업의 예정을 농구를 하는 것으로 바꿨다. 그러다가 약간의 트러블이 일어나서 남녀대항전을 하게 되었고, 그 승부에서 토모카는 전부 혼자 휘젓듯이 해서 여자 팀이 승리하게 되었다. 토모카는 반의 아이들이 자신에게 정나미가 떨어졌을거라 생각해서 친구가 생기지 않을 거라 생각했지만 같은 반의 마호는 그런 토모카에게 흥미를 갖게 되었다. 그렇게 마호와 친해지다 보니 전학오기 전의 학교에서 있었던 일도 말하게 되었고, 그 이야기를 들은 마호가 같이 여자 농구부를 만들자는 제안을 한 뒤 부원을 몇 명 모아서 케이신 학원 초등학생 여자 농구부가 만들어지고 토모카도 농구를 다시 시작하게 되었다.
남자 농구부와의 시합이 끝난 뒤, 스바루를 정식 코치로 데려오려고 아침마다 스바루의 집에 가서 도전한 끝에 결국 제안한 내기를 달성. 그 뒤로도 스바루의 집에서 1대 1로 연습하는 것이 일과가 되어 있다.
당황하게 되면 흐에…?(ふえ…?)라고 하는 것이 말버릇. 마호에게는「못캉(もっかん)」이라 불리고 있다.
플레이 스타일을 따지자면 슬램덩크의 윤대협. 키가 작은편인지라 점프볼을 제외한 센터로서의 플레이는 무리이지만, 그 이오의 모든 포지션을 커버할 수 있기 때문에 스바루가 '포인트 포워드'라는 특수한 포지션으로 체크하고있다.
초반에는 유일한 경험자로서 게임메이커를 하기 위해 포인트가드의 역할을 맡았지만, 그 역할을 시호가 맡게 되면서 슈팅가드로 옮겨졌다.
미사와 마호(三沢 真帆)
성우 - 이구치 유카
생일: 7월 2일. 신장: 145cm. 혈액형: AB. 포지션: PF(파워 포워드)
클래스: 케이신 학원 6학년 C반. 소속부: 사육부. 학업: 더 노력할 필요가 있다.(하면 되는 타입… 일까?)
취미는 휴대전화, PC로 문자하는 것. 단, 띄어쓰기는 거의 하지 않는 것 같다.(원작에서는 한자로 변환하지 않는다는 설정.)
햄버거와 소고기 덮밥을 좋아한다. 매운 것도 아주 좋아하는데, 지나친 양의 고춧가루를 여러 요리에 뿌려서 먹는다.
포지션 : PF(파워포워드)
케이신 학원 6학년 C반. 금발의 트윈테일 머리와 살짝 보이는 덧니가 트레이드마크인 활발한 인상의 소녀. 전혀 겁이 없고 천진난만한 성격이다. 케이신 학원으로 전학 온 토모카와 처음으로 친구가 된 사이기도 하다. 5학년 때 체육 수업 중 토모카의 농구 플레이에 흥미를 갖게 된 것을 계기로 토모카와 친해져서 사키, 히나타, 아이리를 끌어들여 농구부를 만들었다. 코치로 오게 된 스바루를 맞이할 때 부원 모두에게 메이드복을 입게 하는 등 엉뚱한 짓을 자주 저지르는 트러블 메이커. 하지만 여자 농구부 친구들에게는 여러가지로 의지가 되고 있다. 친가는 부친이 세계적으로 유명한 패션 디자이너이며 상당한 자산가라서 전속 메이드도 있고 자택에는 수영장과 농구 코트도 있다. 가슴 둘레의 발육 상태는 부에서 최하위 수준이지만 정작 본인은 뭔가 착오가 있는 것이라 생각하기 때문에 매우 낙천적이다.
운동신경이 상당히 좋고 뭐든지 잘 해내는 타입이라서 일단 익숙해지면 쉽게 질리고 금방 흥미가 바뀌는 편이다. 그 때문에 타케나카의 불신을 사기도 했지만 농구에 대해서는 진지한 자세로 임하고 있다. 발이 빠르며 좋은 점프력, 많은 움직임과 끈질김을 무기로 중요한 순간에 힘을 발휘한다. 남자 농구부를 상대하기 위해 연습했을 때는 연습 시간이 짧아서 미들슛만을 철저하게 연습하고 슈터로 활약했다. 슛의 성공률은 토모카 다음으로 높고, 시합 때는 승부를 결정짓는 골을 넣고 있다.
활발한 성격과는 다르게 의외로 겁이 많기 때문에 어두운 곳이나 귀신을 무서워한다. 정전이 돼서 주위가 어두워지면 패닉 상태가 된다. 처음 보는 사람에게도 이름에 별명을 붙여서 부르는데, 자신에게도 「마호마호(まほまほ)」라는 별명을 붙였다. 다만 어린 시절부터 같이 놀던 소꿉친구인 사키와 나츠히는 이름으로 부르고 있다. TV 게임이 취미로 특히 MMORPG를 좋아하는데, 너무나 열중한 탓에 어머니가 온라인 접속을 금지시켰다. 공부는 그다지 열심히 하지는 않는 편이고 평소 숙제는 다른 멤버들에게 부탁하고 있으며, 방학이 끝나갈 쯤에도 사키에게 숙제를 도와달라고 하는 모양이다.
소설의 뒷쪽 표지에서는 그 권의 테마에 따른 복장으로 매번 등장하고 있다.
플레이 스타일로 따지자면 화려함과 폭발력을가진 슬램덩크의 전호장.
나가츠카 사키(永塚 紗季)
성우 - 히카사 요코
생일: 7월 1일. 신장: 148cm. 혈액형: O
클래스: 케이신 학원 6학년 C반. 소속부: 학급위원장. 학업: 매우 좋은 편이나, 가정 과목의 성적은 어쩐지 상당히 나쁘다.
특기는 트럼프. 밀가루 음식이라면 뭐든지 좋아하지만 특히 본가에서 운영하는 가게의 아카시야키(明石燒き)를 매우 좋아한다.
포지션 : SG(슈팅가드/1~3권) → PG(포인트가드/3권~)
케이신 학원 6학년 C반. 마호의 소꿉친구로, 쾌활하고 착실한 성격. 평소에는 안경을 쓰고 있지만 농구를 할 때는 마호에게 받은 아이가드를 착용한다. 냉정하고 판단력이 뛰어난 편으로 학급에서는 위원장을 맡고 있으며 정신연령으로 보면 팀에서 가장 어른스러운 편. 그러나 마호가 시비를 걸었을 때는 경쟁심에 불타서 절대 지지 않으려고 하거나, 흥미 없는 척을 하면서 노는 것에 참가하는 등 아이 같은 면도 있다. 마호의 장난을 지적하는 일이 많지만 같이 장난치는 모습도 많이 보인다. 특히 스바루와의 미묘한 관계에 대해 토모카를 놀리는 것을 좋아한다. 친가는 스즈란 거리에서 오코노미야키 가게를 운영 중인데, 그 영향을 받아서인지 요리도 꽤 잘하는 편이다.
엄청난 노력가로, 설사 지루한 반복연습도 꿋꿋이 견뎌낸다. 본인의 경험담에 따르면 집의 요리사한명이 쓰러져서 가게일을 도울때 2시간동안 쉬지 않고 양배추채썰기도 해봤다....라고. 침착하고 주변을 잘 살피는 성격덕에 포인트가드로 포지션을 옮기면서, 포인트가드인 스바루의 다양한 스킬을 전수받기 시작한다.
플레이 스타일을 따지자면 판단력과 미들슛의 범위를 고루갖춘 슬램덩크의 김수겸.
하카마다 히나타(袴田 ひなた)
성우 - 오구라 유이
생일: 3월 3일. 신장: 131cm. 혈액형: O
클래스: 케이신 학원 6학년 C반. 소속부: 사육부. 학업: 좋은 과목과 나쁜 과목의 차이가 심하다. 특히 이과계열 과목과 독해가 약한 편.
특기는 그림 그리는 것, 학교 사육장의 동물과 이야기하기. 우유와 단 것을 좋아한다.
포지션: PG(포인트가드/1권) → SF(스몰 포워드/2권~)
케이신 학원 6학년 C반. 마이페이스, 상당히 느긋한 성격이다. 작은 체구에 보호 본능을 일으키는 귀여운 얼굴이라 같은 반의 남자 아이들 대부분이 그녀에게 호의를 가지고 있을 정도로 인기가 많은데, 그것을 별로 인지하지 못하는 등 연애와는 전혀 무관해 보이는 순진한 타입이다. 운동은 서투른 편이고 신체적인 능력이 그다지 뛰어나지는 않지만 키가 작은 것을 이용해서 땅을 기는 낮은 드리블과 좋은 밸런스 감각이 무기. 다른 멤버들에 비해 신체적으로 뒤떨어지는 것을 자각하고 있어서, 따라잡으려고 필사적으로 노력하는 모습을 자주 보여준다. 즐거워지면 마호가 가르쳐 준 〈오-(おー)〉라고 하는 것이 말버릇이지만, 기분이 나빠지면 〈우-(ぶー)〉로 바뀐다. 여자 농구부 중 유일하게 스바루를 〈오빠(おにーちゃん)〉라고 부르는 등 상당한 호감을 가지고 있고, 순진한 편이라 그런지 아무 거리낌 없이 달라붙거나 하는 경우가 많다. 하지만 여동생인 카게츠를 대할 때는 제대로 언니같은 모습이 보인다. 마호에게는 「히나(ヒナ)」라고 불린다.
카시이 아이리(香椎 愛莉)
성우 - 히다카 리나
생일: 4월 5일. 신장: 불명(不明). 혈액형: A
클래스: 케이신 학원 6학년 C반. 소속부: 게시판 담당. 학업: 기본적으로 우수한 편이지만 계산이 다소 느리다.
취미는 인형 뽑기 게임, 목욕탕에 오래 오래 있는 것. 단 것을 좋아하며 특히 단팥 계열의 전통과자류를 좋아한다.
포지션: SF(스몰포워드/1~3권) → C(센터/3권~)
케이신 학원 6학년 C반. 172cm인 스바루와 비슷할 정도의 장신(長身)이지만, 어린 시절부터 눈에 띄는 큰 키 때문에 놀림을 받는 일이 많았고 그로 인해 소극적인 성격이 되었다. 누군가에게 키가 크다는 소리를 들으면 울어버릴 정도로 키에 대해서는 민감하다. 학업은 준수한 편이나 키에 관한 얘기는 다소 장난에 가까운 말도 그대로 믿어버리는 경향이 있다. 근육이 생기면 키가 잘 크지 않는다는 말을 믿고 몸을 단련하고 있어서 신체 능력은 좋은 편이다. 센터로서 큰 키를 살린 플레이에 소극적이었지만 아오이 팀과의 시합에서는 스바루와 떨어지고 싶지 않은 마음으로 좋은 활약을 보이고, 아오이에게 칭찬을 듣는 것으로 〈팀을 지지하는 플레이어〉로서의 자신감이 생겼다. 맥주병이었으나 스바루와 아오이의 특훈으로 수영을 할 수 있게 되었다. 그 후에도 수영을 꾸준히 연습해서 상당히 실력이 늘었고 「철인 3종 경기·릴레이」때는 토모카와 정면으로 대결할 정도가 되었다. 마호에게는 「아이린(アイリーン)」이라 불린다.
플레이 스타일은 센터치고는 근거리 슈터로서의 성능이 높은 슬램덩크의 성현준.
타카무라 미호시(篁 美星)
성우 - 이토 시즈카
연령: 23세. 생일: 9월 28일. 신장: 154cm. 혈액형: B
클래스: 케이신 학원 6학년 C반 담임. 소속: 여자 미니 농구부 고문 교사.
특기: 매우 좋은 신체 능력. 영어가 완벽함.(해외 게임을 플레이하려고 영어를 배우던 중에 완벽해졌다.)
좋아하는 것은 명란젓. 전통과자. 사키네의 오코노미야키. 마호네의 공짜 밥. 스바루네의 공짜 밥.
케이신 학원 6학년 C반의 담임으로, 여자 농구부의 고문. 스바루의 이모인데, 23세지만 겉보기에는 고등학생 정도로 보인다. 나이 차이가 별로 안 나는 관계로 스바루에게는 미호 누나(ミホ姉)라고 불린다. 성격은 자유분방하며 방약무인. 그런 성격이기 때문에 스바루를 상당히 곤란하게 하거나 가볍게 보이는 면도 있지만, 학생들을 상대로는 진지하게 대한다. 마치 치트를 쓴 것 같은 뛰어난 신체 능력이 특징. 마호와 사키에게서는「미탕(みーたん)」이라 불린다.

#### 남자 농구부
타케나카 나츠히(竹中 夏陽)
성우 - 코토부키 미나코
케이신 학원 6학년 C반. 남자 농구부의 에이스로, 토모카를 라이벌로 생각한다. 무뚝뚝하고 입이 거칠지만 시원한 성격. 놀기만 하고 진지하게 연습하지 않는 여자 농구부를 싫어했기 때문에 코치인 스바루에게도 은근히 적대감을 품고 있었으나, 농구 대결로 성장한 그녀들의 실력을 인정하게 되어서 생각을 고치게 된다. 히나타를 좋아하고 있고 그 사실을 누구에게도 들키지 않았다고 생각하고 있으나, 본인과 히나타를 제외한 동급생 모두가 아는 것 같다. 마호, 사키와는 소꿉친구 사이. 스바루에 대해서는 로리콘인데다 히나타를 노리고 있다고 생각하고 있는 등 상당히 경계를 하는 편이다.
오가사와라(小笠原)
성우 - 이와사키 료
케이신 학원 초등학생 남자 농구부의 고문 겸 감독. 30대 중반의 불쾌한 성격이고, 여자 농구부를 깔보고 있어서 미호시와 여자 농구부에게 '사마귀(カマキリ)'라고 불리며 미움받고 있지만, 지도자로서는 유능한 편이라 남자 농구부원들에게는 존경받고 있다.

#### 5학년
하카마다 카게츠(袴田 かげつ)
성우 - 세토 아사미
케이신 학원 초등부 5학년으로, 히나타의 여동생. 언니인 히나타보다 키가 20cm 정도나 크고, 4학년 때 마라톤 대회에서 우승하는 등 신체 능력도 뛰어난 편. 동생인데도 키가 더 큰데다 짧은 머리를 하고 있어서, 스바루가 처음 봤을 땐 잠시 성별을 헷갈리는 등 약간 중성적인 이미지다. 2학년 때 자신의 실수로 히나타가 쓰러졌던 과거가 있어서, 그 이후로 언니에 대해 비정상적일 정도로 과보호를 하려는 모습을 보이게 되었다. 여름방학 여자 농구부의 합숙에도 언니를 걱정하는 마음에 나중에 따라오고, 히나타를 걱정해서 무리한 연습에 반대하는 의견을 냈지만,「철인 3종 경기·릴레이」로 히나타와 승부하게 된 것을 계기로 과거와 달라진 언니의 모습을 보게 되고 과보호적 행동에서도 벗어나게 되었다. 마호에게는 「겟탕(げったん)」이라 불린다.

#### 교사
하타노 토우코(羽多野 冬子)
성우 - 사토 리나
케이신 학원 초등부의 양호 교사. 어린 여자 아이들을 상당히 좋아하며, 그 때문에 아슬아슬한 선에서 로리콘적 성향을 보인다. 그래서인지 미호시를 좋아하고 심지어 덮치려는 행태까지 보인다. 스바루도 자신과 마찬가지로 어린아이를 좋아하는 취향이라고 생각하고 있다. 마호에게는 「핫치(ハッチ)」라고 불린다.
야마 선생(ヤマ先生)
케이신 학원 6학년 D반의 담임. 본명은 알 수 없다.
근육질 체격인 체육교사로, 시합에서도 승패에 연연하지 않고 즐기는것을 우선시하는 너글너글한 성격이지만 사물을 생각하지 않는 육체파.

### 나시바 고교(七芝高校)
스바루가 재학 중인 학교. 도쿄대학에도 졸업생을 배출하는 상위 클래스의 학교. 남자 농구부는 현 내에서도 상급 레벨이지만, 담당 고문이 농구부를 맡고자 하는 의지가 없는데다 부장 미즈사키가 일으킨 불상사를 이유로, 1년 동안 활동 정지 처분이 내려졌다.
하세가와 스바루(長谷川 昴)
윗 부분을 참조.
오기야마 아오이(荻山 葵)
성우 - 이토 카나에
생일: 1월 9일. 신장: 163cm. 혈액형: O
클래스: 나시바 고교 1학년 3반. 좋아하는 것은 복숭아.
포지션: C(센터/본래에는 포워드)
나시바 고교 1학년 3반. 스바루의 소꿉친구로, 어린 시절부터 긴 시간을 친구로 지내왔기 때문에 편하게 이야기할 수 있는 상대다. 적극적인 성격이고 상당히 강해 보이는 인상이지만 한편으로는 스바루를 돌봐주는 것 같은 좋은 면도 있다. 스바루에게 친구 이상의 호의를 품고 있으나 연애감정에 둔한 스바루에게는 제대로 전달되지 않고 있다. 여자 프로레슬링이나 가라데부에서 스카웃 제의가 올 정도로 다리 힘이 좋아서 스바루나 카즈나리가 거슬리는 짓을 하면 가차없이 차서 날려 버리기도 한다.
중학생 시절에는 여자 농구부 소속으로 현내에서도 굴지의 실력을 갖고있는 포워드였으나, 팀 멤버의 실력부족과 그나마 가장 크다는 이유로 센터를 맡으면서 늘 자기보다 10~20cm가량 큰 상대와 매치업을 하다보니 한번도 승리를 맛보지못한 비운의 플레이어이다. 고등학교 남자농구부의 폐부 이후 고등학교에서는 남자 농구부의 재건을 돕기 위해 농구 동호회에 참가했다. 그러나 스바루가 동호회에 자주 빠지고 하교시간만 되면 어디론가 재빨리 사라지는 것을 수상하게 생각해서 하교 뒤 몰래 스바루를 추적하고, 스바루가 초등학교 여자 농구부 코치가 되었다는 것을 알게 된다. 공부와 동호회, 자신의 일까지 무시하며 여자 농구부에 열성인 스바루가 걱정되었는지 스바루가 코치를 그만두게 하는 조건으로 여자 농구부에 승부를 신청한다. 시합 후에는 여자 농구부 멤버들과도 친해져서 아무런 반감도 없이 지내지만, 그 뒤에도 계속 스바루를 감시한다. 아이리는 수영을 할 수 있게 도와준 일로 인해 특히 친한 편. 마호에게는 「아오잇치(あおいっち)」라고 불린다. 자신이 갖지못했던 재능(신장)을 가진 아이리를 부러워하며 힘껏 가르쳐주고있으며, 이에 호응하여 아이리역시 아오이를 존경하고 따르게 된다.
우에하라 카즈나리(上原 一成)
성우 - 마츠오카 요시츠구
나시바 고교 1학년 10반. 스바루와는 중학생 시절부터 친구였다. 도쿄대학을 지망으로 할 정도의 수재. 섬세하지 못한 발언으로 스바루와 아오이를 화나게 하는 일도 많지만, 놀리는 듯 하면서도 동아리 활동을 못하게 된 스바루를 걱정하고 농구 동호회를 결성하는 등의 배려심도 있다.
미즈사키 아라타(水崎 新)
나시바 고교 3학년. 남자 농구부 부장이었으나, 농구부 고문의 딸(만 11세)과 사귀는 사이였던 것이 드러나 그것이 문제가 되어 농구부 활동이 1년 정지되는 원인을 제공하였다. 스바루가 나시바 고교에 진학하는 계기가 되는 인물이기도 하다.
카시이 반리(香椎万里)
니시바 고교 1학년. 하시다중학교 출신으로 신장 195에 '하시다 중의 만리장성(그레이트월)'이라고 불릴 정도의 현내 톱 센터였다. 중학시절 현내대회에서 1회전에서 우승팀을 만나 패배했지만, 그 시합이 사실상 결승전이었다는 평가를 들을정도로 접전을 벌였다고할 정도. 농구부 폐부이후에는 장신의 키와 높은 점프력을 활용하여 배구부에 들어가서 기대주로 손꼽히지만 스바루와 만나면서 다시금 농구로 돌아올 준비를 하게 된다. 아이리의 친오빠이지만 섬세하지못한 언동탓에 아이리에게 물이나 키에대한 트라우마를 심어버린 원흉으로 관계는 엉망진창. 벌써 몇년동안이나 아이리와는 이야기도 하지 않고있다. 그러나 실은 아이리를 끔찍이 아끼며, 농구를 시작했다는 것에 무척이나 기뻐하고있다. 스가 류이치의 평가로는 슬램덩크의 변덕규같은 스타일.

### 스즈리다니 여학원(硯谷女学園)
외딴 지역에 있는 기숙사 형태의 여학교. 스포츠에 주력하고 있으며, 농구부는 전국 단골 강호.
노비도메 마나카(野火止 麻奈佳)
성우 : 사토 사토미
스즈리다니 여학원 고등부 2학년으로, 농구부 소속. 중등부 시절부터 전도유망한 선수였지만 경기 도중 인대가 파열되는 부상을 입어서 언제 완치될지 모른 채 목발에 의지한 생활을 하게 되었다. 그런 상황에서도 초등부의 미니 농구부 임시 코치를 하는 등 농구 관련 활동을 적극적으로 하고 있다. 케이신 학원 미니 농구부와의 합동 합숙 때는 언니인 하츠에 대신 여러모로 도와주는 역할을 맡았다. 여름 방학 막판에 수술을 하게 되었고 그 수술은 무사히 성공했다.
노비도메 하츠에(野火止 初恵)
성우 : 카와스미 아야코
스즈리다니 여학원 초등부 미니 농구부의 고문(顧問). 마나카의 언니. 합동 합숙을 목적으로 방문한 케이신 학원 여자 농구부를 냉대하는 등 매우 차가운 성격으로 보이지만 동생인 마나카의 부상에 마음 아파하고 있으며, 팀의 승리를 통해 농구에 적극적으로 되었으면 하는 마음 때문에 결과와 효율성을 우선하는 편. 그로 인해 마찰을 빚을 때가 많았다. 스바루가 스즈리다니 농구부와 연습 경기를 부탁한 것을 시간낭비라며 못마땅하게 생각했지만, 마나카의 설득으로 결국 그 제안을 받아들였다. 그들의 농구를 보며 생각이 바뀐 뒤에는 서로 좋은 계기를 만든 스바루 일행에 감사하게 되었다.
아이다 미유(藍田 未有)
성우 : 이세 마리야
스즈리다니 여학원 초등부 미니 농구부의 주장. 매우 승부욕이 강하며 고압적인 성격. 기본적으로 능력은 뛰어나지만 상당히 기분파라서 약해보이는 상대는 상대하지도 않고 무시하려는 경향이 있고, 팀이 이기고 있을 때와 지고 있을 때 실력의 편차가 큰 편이다. 케이신 학원 여자 농구부와의 연습 경기에서도 그 성격 때문에 제대로 실력 발휘가 되질 않았고, 결국 마나카는 미유 대신 다른 선수를 투입하게 되었다. 처음에는 케이신 학원 여자 농구부를 우습게 봤지만 결국 경기를 통해 그들을 인정하게 되었고, 그런 자신의 문제를 반성하고 경기에 복귀한 후에는 좋은 플레이를 보인다.

### 가족 관계

#### 하세가와(長谷川) 가
스바루의 친가. 단독주택으로, 뜰에는 농구 골대가 설치되어 있어서 스바루와 토모카의 연습에 사용되고 있다.
하세가와 나유(長谷川 七夕)
성우 - 노토 마미코
스바루의 어머니로, 미호시의 언니. 매우 온화하고 의젓한 성격이다. 특기는 요리. 기분이 좋을 때는 요리를 많이 만든다.
아들인 스바루를 「스바루 군(すばるくん)」이라고 부르지만 정작 스바루는 그렇게 불리는 것을 좋아하지 않는다. 마호에게는 「나윳치(なゆっち)」라는 별명으로 불린다.
하세가와 긴가(長谷川 銀河)
포지션 : PF(파워 포워드)
스바루의 아버지로, 고고학자. 늘 해외의 발굴현장을 오가는 기러기아빠. 호방하고 큰소리로 잘 웃는 스타일로, 붙임성과 사교성, 그리고 주변사람들의 마음을 이해하는 눈치를보면 정말로 스바루의 아버지인지 의심이 갈 정도. 심지어 몸집에서도 차이가난다.
애들을 상대로도 전력으로 승부를 하기 때문에 스바루에게 '어른답지 못하다'라고 불린다. 심지어 그 미호시조차도 꼼짝한채 항상 이를갈며 도전하게 만드는 인물.(콘솔 게임)
농구실력을 최고이며, 스바루와같은 하세다고교 출신. 당시는 물론이고 지금까지도 현내 패권을 쥐고있는 이토다고교를 무명의 하세다고교로 인터하이 예선에서 무참히 깨트려 '년단위'의 대슬럼프에 빠트린 장본인이다. 이 전적을 통하여 하세다고교에서는 지금까지도 '전설의 에이스'라고 불린다.
당시의 별명은 '하늘을 나는 냉동참치'.

#### 미나토(湊) 가
토모카의 친가. 자택은 일본풍의 단층 건물이다. 다도와 일본 무용을 연습하기 위한 장소도 있다.
미나토 카오리(湊 花織)
토모카의 어머니로, 일본 무용 선생님이다. 토모카가 좋아하는 농구를 하는 것을 응원하고 있으며, 농구 코치인 스바루의 집에 방문해 스바루와 그의 어머니를 만난 적이 있다. 스바루는 그녀가 토모카의 어머니라는 사실을 몰랐다면 언니라고 여겼을지도 모른다고 생각했을 정도로 동안이다. 스바루와 토모카의 관계가 잘 되기를 응원하는 것처럼 보이는 부분도 보인다. 마호에게는 「카오링(かおりん)」이라 불린다.
미나토 시노부(湊 忍)
토모카의 아버지로, 다도 선생님이다. 토모카가 아이답지 않게 예의바른 것은 아버지의 영향이 크다.
토모카가 농구 때문에 이전 학교에서 따돌림을 당한 것 때문에 케이신에서의 농구부 활동을 별로 좋게 생각하지 않았고, NBA등의 방송을 통해 본 농구선수들의 문신과 피어싱등을 보고 불량한 스포츠라고 생각하는 등 인식도 상당히 좋지 않았다. 자신의 말을 어기고 여자 농구부 멤버들과 축제에 간 토모카를 데리고 돌아가려 했으나, 스바루와 농구부 친구들의 설득을 받고 생각을 고치게 되었다.

#### 미사와(三沢) 가
마호의 친가. 집안은 아버지가 세계적인 디자이너인 상당한 자산가로, 대저택이라고 말해도 좋을 정도로 규모가 크다. 풀장과 농구 코트도 있고, 바다 근처에 별장을 소유하고 있다.
쿠이나 히지리(久井奈 聖)
성우 : 사쿠라 아야네
마호의 전속 메이드. 정중한 어조로 일에 충실한 편이지만, 스바루같이 마호가 별명을 붙여놓은 사람은 별명으로 부른다.(「못캉 님」, 「스바룽 님」등) 마호에게는 「얌바루(やんばる)」라고 불린다.

#### 나가츠카(永塚) 가
사키의 친가. 현지에서 유명한 오코노미야키(お好み焼き) 가게인 「나가츠카(なが塚)」를 경영하고 있다.
나가츠카 아키(永塚 亜季)
사키의 어머니. 아무것도 없는 곳에서 넘어지거나 구르는 등 실수가 많지만, 단골 손님들 사이에서는 그것이 가게의 구경거리인 것으로 되어 있다.
사키의 아버지
본명은 알려지지 않았다. 「나가츠카」의 주인으로, 스스로도 주방에 선다. 침착한 인상의 남성.

### 그 외의 인물
카키조노(柿園)
성우 - 오오가메 아스카
아오이와 중학교 시절부터 팀메이트. 고등학교 농구부의 연습을 따라가지 못해서 현재는 농구를 하지 않고 있다. 아오이를 〈부장〉, 스바루를 〈선생〉이라고 부른다.
미쇼지(御庄寺)
성우 - 카야노 아이
아오이와 중학교 시절부터 팀메이트. 카키조노와 마찬가지로 진학한 학교 농구부 연습을 따라가지 못해서 농구를 그만뒀다. 스바루를 〈선생〉이라고 부른다.
스가 류이치
스바루, 반리와는 동갑인 고교 1학년의 플레이어로, 작년도 현내 MVP. 1차전에서 반리, 결승전에서 스바루를 무참히 꺽어버린 장본인이다. 뛰어난 실력의 플레이어로 현내 최강의 고등학교에 들어가 2, 3학년들을 제치고 이미 벤치에 앉을정도의 실력을 보유하고있다. 실력에 걸맞은 오만하고 자신에대한 프라이드가 매우 높은편이며, 특히 자신의 감식안에 자질이 있는 플레이어들을 눈여겨본다. 특히 스바루에게 관심이 많은 편.
플레이 스타일은 단독플레이를 즐기며 패스를 싫어하는 슬램덩크의 정우성스타일.

## 단행본 목록

### 소설
일본에서는 아스키 미디어 웍스의 전격 문고가 발간하고 있다. 대한민국에서는 학산문화사가 번역하여 익스트림 노벨로 발간하고 있으며, 중화민국과 홍콩에서는 대만 국제 가도카와 쇼텐이 번역·발간을 담당하고 있다.
| 도서명     | 판본     | 초판 발행일      | ISBN                   | 비고   |
| ---------- | -------- | ---------------- | ---------------------- | ------ |
| 로큐브! 1  | 일본어판 | 2009년 2월 10일  | ISBN 978-4-04-867520-8 |        |
| 로큐브! 1  | 한국어판 | 2010년 3월 7일   | ISBN 978-89-258-3941-7 |        |
| 로큐브! 2  | 일본어판 | 2009년 6월 10일  | ISBN 978-4-04-867842-1 |        |
| 로큐브! 2  | 한국어판 | 2010년 5월 7일   | ISBN 978-89-258-3943-1 |        |
| 로큐브! 3  | 일본어판 | 2009년 10월 10일 | ISBN 978-4-04-868076-9 |        |
| 로큐브! 3  | 한국어판 | 2010년 7월 7일   | ISBN 978-89-258-4901-0 |        |
| 로큐브! 4  | 일본어판 | 2010년 2월 10일  | ISBN 978-4-04-868329-6 |        |
| 로큐브! 4  | 한국어판 | 2010년 12월 7일  | ISBN 978-89-258-4902-7 |        |
| 로큐브! 5  | 일본어판 | 2010년 6월 10일  | ISBN 978-4-04-868598-6 |        |
| 로큐브! 5  | 한국어판 | 2011년 1월 7일   | ISBN 978-89-258-6105-0 |        |
| 로큐브! 6  | 일본어판 | 2010년 10월 10일 | ISBN 978-4-04-868924-3 | 단편집 |
| 로큐브! 6  | 한국어판 | 2011년 7월 7일   | ISBN 978-89-258-6523-2 | 단편집 |
| 로큐브! 7  | 일본어판 | 2011년 2월 10일  | ISBN 978-4-04-870273-7 |        |
| 로큐브! 7  | 한국어판 | 2011년 10월 7일  | ISBN 978-89-258-7728-0 |        |
| 로큐브! 8  | 일본어판 | 2011년 7월 10일  | ISBN 978-4-04-870592-9 |        |
| 로큐브! 8  | 한국어판 | 2012년 4월 7일   | ISBN 978-89-258-8728-9 |        |
| 로큐브! 9  | 일본어판 | 2011년 10월 10일 | ISBN 978-4-04-870963-7 |        |
| 로큐브! 9  | 한국어판 | 2012년 5월 7일   | ISBN 978-89-258-8729-6 |        |
| 로큐브! 10 | 일본어판 | 2012년 2월 10일  | ISBN 978-4-04-886346-9 | 단편집 |
| 로큐브! 10 | 한국어판 | 2012년 5월 7일   | ISBN 978-8-92-589979-4 | 단편집 |
| 로큐브! 11 | 일본어판 | 2013년 6월 5일   | ISBN 978-4-04-886987-4 |        |
| 로큐브! 11 | 한국어판 | 2013년 8월 8일   | ISBN 978-8-96-831763-7 |        |
| 로큐브! 12 | 일본어판 | 2013년 2월 10일  | ISBN 978-4-04-891411-6 |        |
| 로큐브! 12 | 한국어판 | 2013년 10월 8일  | ISBN 978-8-96-831948-8 |        |
| 로큐브! 13 | 일본어판 | 2013년 7월 10일  | ISBN 978-4-04-891795-7 |        |
| 로큐브! 13 | 한국어판 | 2014년 5월 8일   | ISBN 978-8-96-831949-5 |        |
| 로큐브! 14 | 일본어판 | 2014년 3월 8일   | ISBN 978-4-04-866415-8 |        |
| 로큐브! 14 | 한국어판 | 2015년 5월 8일   | ISBN 979-1-12-563514-7 |        |
| 로큐브! 15 | 일본어판 | 2015년 7월 10일  | ISBN 978-4-04-865192-9 |        |
| 로큐브! 15 | 한국어판 | 2016년 11월 7일  | ISBN 979-1-12-566992-0 |        |

### 만화
《로큐브!》
타카미 유우키가 원작을 만화화한 작품으로, 《전격 G's magazine》 2010년 10월호부터 연재하고 있다.
| 도서명           | 판본     | 발행일           | ISBN                   |
| ---------------- | -------- | ---------------- | ---------------------- |
| 로큐브! 1        | 일본어판 | 2011년 4월 27일  | ISBN 978-4-04-870479-3 |
| 로큐브! 2        | 일본어판 | 2011년 8월 27일  | ISBN 978-4-04-870839-5 |
| 로큐브! 3        | 일본어판 | 2012년 2월 27일  | ISBN 978-4-04-886260-8 |
| 로큐브! 4 특장판 | 일본어판 | 2012년 8월 10일  | ISBN 978-4-04-886306-3 |
| 로큐브! 4        | 일본어판 | 2012년 8월 27일  | ISBN 978-4-04-886262-2 |
| 로큐브! 5        | 일본어판 | 2013년 3월 27일  | ISBN 978-4-04-891436-9 |
| 로큐브! 6        | 일본어판 | 2013년 8월 27일  | ISBN 978-4-04-891842-8 |
| 로큐브! 7        | 일본어판 | 2014년 3월 27일  | ISBN 978-4-04-866382-3 |
| 로큐브! 8        | 일본어판 | 2014년 9월 27일  | ISBN 978-4-04-866888-0 |
| 로큐브! 9        | 일본어판 | 2015년 4월 27일  | ISBN 978-4-04-865122-6 |
| 로큐브! 10       | 일본어판 | 2015년 11월 27일 | ISBN 978-4-04-865466-1 |
| 로큐브! 11       | 일본어판 | 2016년 7월 27일  | ISBN 978-4-04-892143-5 |
| 로큐브! 12       | 일본어판 | 2017년 3월 27일  | ISBN 978-4-04-892821-2 |

《로큐브! 4컷 만화》
미와 후타바가 그리는 4컷 만화로, 《전격 모에왕》 2011년 6월호부터 2017년 3월호까지 연재되었다.

## 애니메이션
제1기가 2011년 7월부터 9월까지 AT-X 등의 방송사를 통해 방송되었다. 미국의 영화 회사 워너브라더스의 일본 법인인 ‘워너 엔터테인먼트 재팬’이 ‘워너 홈 비디오’의 이름으로 제작 투자에 참여하였다. 제2기 《로큐브! SS》가 2013년 7월부터 9월까지 방송되었다.

### 제작진
|                     | 제1기                                       | 제2기                                       |
| ------------------- | ------------------------------------------- | ------------------------------------------- |
| 원작                | 아오야마 사구                               | 아오야마 사구                               |
| 캐릭터 원안         | 팅클                                        | 팅클                                        |
| 총감독              | -                                           | 쿠사카와 케이조                             |
| 감독                | 쿠사카와 케이조                             | 야나기 신스케                               |
| 부감독              | 요시다 타이조                               | -                                           |
| 시리즈 구성         | 이토 미치코                                 | 이토 미치코                                 |
| 캐릭터 디자인       | 노구치 타카유키                             | 노구치 타카유키                             |
| 프롭 디자인         | 사사키 타카히로                             | 이시바시 유키코                             |
| 미술 감독           | 사토 타케시                                 | 타나베 히로코                               |
| 미술 설정           | 나리타 히데야스                             | -                                           |
| 색채 설계           | 카이 케이코                                 | 스즈키 요코                                 |
| 촬영 감독           | 사토 유우지                                 | 이시구로 세이지                             |
| 편집                | 코미네 히로미                               | 미시마 아키노리                             |
| 음향 감독           | 아케타가와 진                               | 아케타가와 진                               |
| 음악                | 와타나베 츠요시                             | 와타나베 츠요시                             |
| 음악 제작           | 뮤직 브레인즈                               | 뮤직 브레인즈                               |
| 프로듀서            | 카와세 코헤이, 사토미 테츠로, 코야마 나오코 | 카와세 코헤이, 사토미 테츠로, 코야마 나오코 |
| 프로듀서            | -                                           | 나카야마 노부히로                           |
| 제작 프로듀서       | 코타니 사토시                               | 코타니 사토시                               |
| 제작 프로듀서       | 에리구치 타케시                             | -                                           |
| 프로듀스            | 카와세 코헤이, 사토미 테츠로, 코야마 나오코 | 카와세 코헤이, 사토미 테츠로, 코야마 나오코 |
| 애니메이션 프로듀스 | 바넘 스튜디오                               | 바넘 스튜디오                               |
| 애니메이션 제작     | project No.9                                | project No.9                                |
| 애니메이션 제작     | Studio Blanc.                               | -                                           |
| 제작                | TEAM RO-KYU-BU!                             | TEAM RO-KYU-BU! SS                          |

### 주제가
제1기
오프닝 테마 〈SHOOT!〉
작사 - KOTOKO / 작곡·편곡 - 야기누마 사토시(fripSide) / 노래 - RO-KYU-BU!
제12화에서는 삽입곡으로서도 사용.
엔딩 테마 〈Party Love ~커지고 싶어~〉(Party Love〜おっきくなりたい〜)
작사·작곡 - 모모이 하루코 / 편곡 - 와타나베 타케시 / 노래 - RO-KYU-BU!
제2기
오프닝 테마 〈Get goal!〉
작사 - KOTOKO / 작곡·편곡 - 야기누마 사토시(fripSide) / 노래 - RO-KYU-BU!
12화는 OP가 없는 대신 삽입곡으로 사용되었다.
엔딩 테마 〈Rolling! Rolling!〉
작사·작곡 - 모모이 하루코 / 편곡 - 와타나베 타케시 / 노래 - RO-KYU-BU!
십입곡
〈SHOOT!〉(제1화, 제11화)
작사 - KOTOKO / 작곡·편곡 - 야기누마 사토시(fripSide) / 노래 - RO-KYU-BU!
〈下級生Groove!〉(제7화)
작사 - 쿠마노 키요미 / 작곡·편곡 - 오오쿠보 카오루 / 노래 - 케이신 학교 초등부 여자 미니 농구부 5학년 팀

### 방영 목록
각 화수의 부제는 실제로 존재하는 노래의 패러디이다.
| 화수          | 부제(한국어/일본어)                                                | 시나리오          | 그림 콘티                                     | 연출                          | 작화감독                                                                                         | 총작화감독                  | 원작 권 |
| 제1기         | 제1기                                                              | 제1기             | 제1기                                         | 제1기                         | 제1기                                                                                            | 제1기                       | 제1기   |
| ------------- | ------------------------------------------------------------------ | ----------------- | --------------------------------------------- | ----------------------------- | ------------------------------------------------------------------------------------------------ | --------------------------- | ------- |
| The 1st game  | 초등학생이 다가와 야!야!야! 小学生がやってくる ヤァ!ヤァ!ヤァ!     | 이토 미치코       | 쿠사카와 케이조                               | 야나기 신스케                 | 이시바시 유키코                                                                                  | 노구치 타카유키             | 1권     |
| The 2nd game  | 작은 소녀의 소원 小さな少女の願い                                  | 이토 미치코       | 요시다 타이조                                 | 요시다 타이조                 | 키쿠치 마사요시 사사키 타카히로                                                                  | 사사키 타카히로             | 1권     |
| The 3rd game  | 내일로 이어지는 패스 明日に架けるパス                              | 이토 미치코       | 미즈노 카즈노리                               | 모리타 와자나리               | 이이카이 카즈유키 사토 토모코                                                                    | 사사키 타카히로             | 1권     |
| The 4th game  | 스바루에게 염원을 昂に願いを                                       | 이토 미치코       | 이케조에 타카히로                             | 스즈키 요시나리               | 오자키 마사유키 타치나카 쥰페이(액션)                                                            | 노구치 타카유키             | 1권 2권 |
| The 5th game  | 하드하게 불을 붙여서 ハードに火をつけて                            | 요시오카 타카오   | 히시카와 나오키                               | 히시카와 나오키               | 우치노 아키오 타치나카 쥰페이(액션)                                                              | 노구치 타카유키             | 2권     |
| The 6th game  | 메탈 마스터 鉄板（メタル）マスター                                 | 요시오카 타카오   | 오쿠노 코우타                                 | 오쿠노 코우타                 | 호시노 레이카                                                                                    | 사사키 타카히로             | 2권     |
| The 7th game  | 너의 꽃봉오리를 사랑해 君の蕾に恋してる                            | 요시다 타이조     | 요시다 타이조                                 | 요시다 타이조                 | 이이카이 카즈유키 호시노 레이카 키타무라 신야 모리데 츠요시 무라카미 타카유키 김용식 사토 레이코 | 사사키 타카히로             | 3권     |
| The 8th game  | 전생으로의 계단 転生への階段                                       | 이토 미치코       | 이케조에 타카히로                             | 야나기 신스케                 | 카데카루 치카시 타치나카 쥰페이(액션)                                                            | 노구치 타카유키             | 3권     |
| The 9th game  | 자유를 향해 함께 달린다 自由への併走                               | 이토 미치코       | 토코로 토시카츠                               | 이시다 이타루                 | 타니 케이지 타치나카 쥰페이(액션)                                                                | 노구치 타카유키             | 5권     |
| The 10th game | 미호시(Beautiful Star)의 비극 美星（ビューティフル・スター）の悲劇 | 이토 미치코       | 코사카 하루메                                 | 코사카 하루메                 | 사토 마리나 이베 유키코 혼다 타츠오 하마츠 타케히로 우치다 타카시                                | 사사키 타카히로             | 4권     |
| The 11th game | 다섯 명을 이어주는 다리 五人の架け橋                               | 이토 미치코       | 요시모토 킨지 유우즈미 요시히데               | 오쿠노 코우타 모리타 게이세이 | 모리데 츠요시 마츠이 마코토 노리미 소노미 아사노 카츠야                                          | 사사키 타카히로             | 4권     |
| The 12th game | 나의 꿈은 너의 꿈 僕の夢は君の夢                                   | 이토 미치코       | 키리시마 후쿠타                               | 키리시마 후쿠타               | 다나카 유타카 타치나카 쥰페이(액션)                                                              | 노구치 타카유키             | 4권     |
| OVA           | 智花のいちごサンデー                                               | 이토 미치코       | 야나기 신스케                                 | 야나기 신스케                 | 모기 타쿠지 하라 카츠노리                                                                        | 노구치 타카유키             |         |
| 제2기         |                                                                    |                   |                                               |                               |                                                                                                  |                             |         |
| The 1st Game  | 초등학생 월드 小学生（いのせんと）・わ〜るど！                     | 이토 미치코       | 야나기 신스케                                 | 우시로 신지                   | 마츠시타 준코 히시누마 유키                                                                      | 노구치 타카유키             |         |
| The 2nd Game  | 플라잉 결투! フライング決闘!                                       | 이토 미치코       | 사카타 준이치                                 | 토로코 토시카츠               | 마츠바라 에이스케                                                                                | 타니 케이지                 |         |
| The 3rd Game  | 패러다임 은하 パラダイム銀河                                       | 이토 미치코       | 카가와 유타카                                 | 코다이라 마키                 | 와타나베 카나 마츠야마 코지                                                                      | 노구치 타카유키             |         |
| The 4th Game  | 어리석은 남자 愚か男（もの）                                       | 히라바야시 사와코 | 요시다 타이조                                 | 쿠보 타로                     | 타케모토 다이스케 이치노 마리아                                                                  | 타니 케이지                 |         |
| The 5th Game  | 오버나이트 센세이션! オーバーナイト・せんせ〜しょん!               | 히라바야시 사와코 | 히가시데 후토시                               | 히가시데 후토시               | 이마사토 케이코                                                                                  | 타니 케이지 노구치 타카유키 |         |
| The 6th Game  | 아오이는 승리한다? 葵は勝つ?                                       | 타마이☆츠요시     | 아오야마 히로시                               | 무로야 야스시                 | 이소우치 유스케                                                                                  | 노구치 타카유키             |         |
| The 7th Game  | Win, again?                                                        | 타마이☆츠요시     | 아오야마 히로시                               | 타카무라 유타                 | 야마구치 아스카 타케모토 다이스케 이마다 아카네                                                  | 타니 케이지                 |         |
| The 8th Game  | I Wish with You                                                    | 히라바야시 사와코 | 요시다 타이조                                 | 야마구치 요리후사             | 카타오카 치하루 하리바 유코                                                                      | 노구치 타카유키             |         |
| The 9th Game  | 울고 싶지 않아 Don't wanna cry 泣きたくない…                       | 타마이☆츠요시     | 이와사키 요시아키                             | 이와사키 요시아키             | 와타나베 카나 아카오 료타로 소전하                                                               | 타니 케이지                 |         |
| The 10th Game | wanna Be A Gamemaker                                               | 이토 미치코       | 요시다 타이조                                 | 야마모토 타카시               | 이소우치 유스케 와타나베 나츠키 나카타니 유키코                                                  | 노구치 타카유키             |         |
| The 11th Game | dearests                                                           | 타마이☆츠요시     | 아이자와 카게츠                               | 아이자와 카게츠               | 카토 히로토 오오가와라 하루오 타케가미 타카오                                                    | 타니 케이지                 |         |
| The 12th Game | 네가 있는 것만으로도 智花（キミ）がいるだけで                      | 이토 미치코       | 요시다 타이조 후카자와 마나부 쿠사카와 케이조 | 야마우치 토미오               | 이카이 카즈유키 미나미 신이치로 와타나베 카나                                                    | 노구치 타카유키             |         |

## 게임
PSP용 게임 소프트. 2011년 10월 27일에 발매되었다.
- 발매·판매 - 카도카와 게임스
- 기획·제작 - 아스키 미디어 웍스

### 내용주
1. ↑  초등학생 시절부터 농구를 시작해서 작중 고1 시점에서는 6년째.
2. ↑  일본 미니 농구 연맹의 룰에 따르면, 공식전에 출전하기 위해서는 교체 인원을 포함해서 최소 10명이 필요하다.
3. ↑  이에 대해 스바루는 「마호가 지금까지 어떤 것에 열의를 쏟아야 하는지 알 수 없어서 변덕이 심했지만 이제 겨우 진심으로 빠져들 수 있는 대상으로 농구를 찾은 것」이라 생각하고 있다.
4. ↑  본인은 무척이나 마음에 들어한다.
5. ↑  얌바루쿠이나(ヤンバルクイナ)에서 유래. 일본 오키나와현 북부에 서식하는 조류이다.
6. ↑  벤치에 앉는다는것은 팀내에서도 12위권 안이라는 의미
7. ↑  같은 분기(2011년 3분기)에 애니메이션으로 방영되는 《하느님의 메모장》에도 참여하였다.
8. ↑  제1기 1, 4, 5, 8, 9, 12화, 제2기
9. ↑  제1기 2, 3, 6, 7, 10, 11화
10. 1 2  워너 홈 비디오, 아스키 미디어 웍스, AT-X, KLOCKWORX
11. 1 2  RO-KYU-BU! : 주연 캐스팅인 하나자와 카나(미나토 토모카 역), 이구치 유카(미사와 마호 역), 히카사 요코(나가츠카 사키 역), 오구라 유이(하카마다 히나타 역), 히다카 리나(카시이 아이리 역) 5명의 애니메이션 성우 유닛.

### 참조주
1. ↑  『電撃文庫総合目録2015』（2015年10月4日発行）p.54の表記より
2. ↑  “ライトノベルのシリーズ累計発行部数”. 《ラノベニュースオンライン》. 2020년 9월 7일에 확인함.
3. 1 2  “ロウきゅーぶ！：テレビアニメ放送10周年 初のASMR作品 愛莉とバスケ特訓”. 《まんたんウェブ》. 2022년 2월 18일. 2022년 11월 15일에 확인함.
4. ↑  “ロウきゅーぶ！”. 《allcinema》. 2023년 5월 31일에 확인함.
5. ↑  “ロウきゅーぶ！ SS”. 《allcinema》. 2023년 5월 31일에 확인함.